# Pogorzela (gromada)
Pogorzela – dawna gromada, czyli najmniejsza jednostka podziału terytorialnego Polskiej Rzeczypospolitej Ludowej w latach 1954–1972.
Gromady, z gromadzkimi radami narodowymi (GRN) jako organami władzy najniższego stopnia na wsi, funkcjonowały od reformy reorganizującej administrację wiejską przeprowadzonej jesienią 1954 do momentu ich zniesienia z dniem 1 stycznia 1973, tym samym wypierając organizację gminną w latach 1954–1972.
Gromadę Pogorzela z siedzibą GRN w mieście Pogorzeli (nie wchodzącym w skład gromady) utworzono – jako jedną z 8759 gromad na obszarze Polski – w powiecie krotoszyńskim w woj. poznańskim, na mocy uchwały nr 27/54 WRN w Poznaniu z dnia 5 października 1954. W skład jednostki weszły obszary dotychczasowych gromad Bielawy Pogorzelskie, Elżbietków, Głuchów, Gumienice, Łukaszew, Ochla i Pogorzela ze zniesionej gminy Pogorzela w tymże powiecie. Dla gromady ustalono 16 członków gromadzkiej rady narodowej.
1 stycznia 1959 z gromady Pogorzela wyłączono miejscowości Pogorzela-Wieś i Taczanówka, włączając je do miasta Pogorzeli w tymże powiecie.
1 stycznia 1960 do gromady Pogorzela włączono obszary zniesionych gromad Bułaków i Kromolice w tymże powiecie.
1 stycznia 1970 do gromady Pogorzela włączono 1.364,08 ha z miasta Pogorzela w tymże powiecie.
Gromada przetrwała do końca 1972 roku, czyli do kolejnej reformy gminnej. 1 stycznia 1973 w powiecie krotoszyńskim reaktywowano gminę Pogorzela (od 1999 gmina Pogorzela należy do powiatu gostyńskiego).